# Парке Капурро
«Парке Капурро», либо просто «Капурро» (исп. Estadio Parque Capurro) — футбольный стадион в городе Монтевидео, расположенный в районе Капурро. Принадлежит городскому Муниципалитету Монтевидео. На стадионе выступает клуб «Феникс».

## История
«Феникс» был основан в 1916 году и долгое время не имел собственного стадиона. В протоколе от 2 февраля 1917 года была зафиксирована аренда территории для строительства штаб-квартиры и поля, располагавшегося в том месте, где сейчас находится штаб-квартира ANCAP (Administración Nacional de Combustibles, Alcoholes y Portland) — Национального управления по топливу, спиртам и портландцементу.
По окончании 1929 года Совет департамента Монтевидео поручил «Дирекции мест для прогулок» разработать план распределения имущества среди клубов, которые с этой целью отправили свои запросы. 6 июля 1930 года «Феникс» представил первый документ об истребовании имущества между улицами Хиля, Гутьерреса и рамблой (набережной) Суд Америка (она же Агвада).
15 января 1931 года президент «Феникса» отправил в мэрию города письмо, в котором, среди прочего, обосновывал необходимость строительства стадиона именно в данном месте: «Нам нужно это место по той причине, что с момента основания наш клуб находится в этом месте и наша штаб-квартира расположена на бульваре Рамбла в нескольких метрах от парка. В то же время земли, на которые мы ссылаемся, расположены между улицами Гутьерреса и Хиля, и они достаточно просторны, чтобы выполнить строительство добросовестно и без ущерба для удобств на пляже».
В 1938 году строительство нынешнего стадиона было завершено.

## Информация
Максимальная вместимость стадиона «Парке Капурро» — 10 тыс. зрителей, однако для матчей под эгидой КОНМЕБОЛ эта цифра снижена до 8,2 тысяч зрителей. Реальная вместимость по состоянию на конец 2010-х годов на матчах чемпионата Уругвая не превышает 5,5 тысяч зрителей.
Стадион расположен в районе (баррио) Капурро (иногда также называется Капурро — Белья Виста), на улице Хуана Мануэля Гутьерреса 3454 (Calle Juan Ma. Gutierrez 3454). Со стадиона открывается вид на залив Монтевидео эстуария Ла-Плата.